# Quercus margarettae
Quercus margarettae är en bokväxtart som först beskrevs av William Willard Ashe, och fick sitt nu gällande namn av John Kunkel Small. Quercus margarettae ingår i släktet ekar, och familjen bokväxter. Inga underarter finns listade.